# Peter Cooper
Peter Cooper, född 12 februari 1791, död 4 april 1883, var en amerikansk filantrop, industrialist, politiker och uppfinnare.

## Biografi
Peter Cooper anlade 1828 Contons järnverk i Baltimore och byggde 1830 det första lokomotivet i Amerika, Tom Thumb, avsett för trafik på Baltimore & Ohio Railroad. Han var ordförande i styrelsen för Amerikas största telegrafbolag, North American Telegraph Company och för New York, Newfoundland and London Telegraph Company. Det sistnämnda bolaget nedlade en första telegrafkabeln över Atlanten. 
1876 var Cooper presidentkandidat och samlade nära 100 000 röster. Han grundade genom stora donationer högskolan Cooper Union i New York.
Bland Peter Coopers skrifter märks The financial opinions of P. C. with an autobiography of his early life.